# Kolva (Oussa)
Pour la rivière du kraï de Perm, en Russie, voir Kolva.
 (janvier 2015).
 (janvier 2016).
Si vous disposez d'ouvrages ou d'articles de référence ou si vous connaissez des sites web de qualité traitant du thème abordé ici, merci de compléter l'article en donnant les références utiles à sa vérifiabilité et en les liant à la section « Notes et références ».
La Kolva (en russe : Колва) est une rivière du nord de la Russie qui coule en Nénétsie et dans la république des Komis. C'est un affluent de rive droite de l'Oussa dans le bassin de la Petchora.

## Géographie
Son cours, long de 546 km, draine un bassin de 18 100 km2.

## Gel - Navigabilité
La Kolva gèle de fin novembre jusqu'à la mi-mai.
En dehors de cette période, la rivière est navigable sur 330 kilomètres en amont de sa confluence avec l'Oussa.

## Hydrométrie - Les débits mensuels à Kolva
Le débit de la Kolva a été observé pendant 19 ans (période 1975 - 1993) à Kolva, localité située à quelque 137 kilomètres de son confluent avec l'Oussa, à 39 mètres d'altitude.
À Kolva, le débit annuel moyen ou module observé sur cette période était de 165 m3/s pour une surface de drainage de plus ou moins 15 000 km2, soit plus de 83 % de la totalité du bassin versant de la rivière qui en compte 18 100 km2. La lame d'eau d'écoulement annuel dans le bassin se montait à 347 millimètres, ce qui peut être considéré comme assez élevé, et correspond aux mesures effectuées sur les autres cours d'eau du bassin de la Petchora.
Les hautes eaux se déroulent au printemps, aux mois de mai et surtout de juin, ce qui correspond au dégel et à la fonte des neiges du bassin. Au mois de juillet, le débit baisse fortement, et cette baisse se poursuit le mois suivant. En automne (septembre et octobre) on remarque une importante remontée du débit sous l'effet des précipitations de saison, ce qui constitue un second sommet.
Au mois de novembre, le débit de la rivière plonge à nouveau, ce qui annonce le début de la période des basses eaux ou étiage annuel d'hiver. Celui-ci a lieu de la mi-novembre à avril inclus et correspond aux importantes gelées qui s'étendent sur tout le grand nord russe.
Le débit moyen mensuel de la Kolva observé en mars (minimum d'étiage) est de 1,81 m3/s, soit moins d'un quart de % du débit moyen du mois de juin (860 m3/s), ce qui illustre l'amplitude extrêmement élevée des variations saisonnières. Les écarts de débits mensuels peuvent être encore plus importants d'après les années : sur la durée d'observation de 19 ans, le débit mensuel minimal a été de 0,08 m3/s en mars 1979, tandis que le débit mensuel maximal s'élevait à 1 760 m3/s en juin 1981.
En ce qui concerne la période libre de glace (de juin à octobre inclus), le débit minimal observé a été de 10,9 m3/s en août 1977, ce qui implique des étiages d'été sévères eux aussi.